# Bryder (dokumentarfilm)
Bryder er en dansk portrætfilm fra 2001, der er instrueret af Sidse Stausholm efter eget manuskript.

## Handling
Frederik er 13 år og er lige flyttet fra København til Falster. Frederik er bryder, suveræn i sin vægtklasse, og hele familien valgte at flytte til Nykøbing Falster for at være tættere på brydeklubben, hvor både Frederik og hans lillebror træner. Filmen følger Frederik op til DM for hold, hvor presset er ekstra stort; man taber ikke kun selv, man taber også for holdet. "Hvis" man taber.

## Medvirkende
- Frederik Ekstrøm